# FC Academica Clinceni
Der FC Academica Clinceni war ein rumänischer Fußballverein aus Clinceni im Kreis Ilfov. Der Verein wurde 2005 unter dem Namen CS Buftea gegründet. Seit dem Sommer 2015 trug der Verein den Namen FC Academica Clinceni und spielte in der Liga 1. 2022 wurde er aufgelöst.

## Geschichte
Der Verein entstand im Jahr 2005 durch die Fusion von Cimentul Fieni und einem Team aus Buftea, das in der vierten Liga spielte. Bis zur Saison 2007/08 spielte CS Buftea in der Liga III, dann gelang dem Team in den Aufstiegsplayoffs der Aufstieg in die Liga II.
In der Saison 2008/09 wurde der Verein Dreizehnter in der Liga II und konnte nur sehr knapp den sofortigen Wiederabstieg vermeiden. Im Juli 2009 gab der Bürgermeister von Buftea den Verkauf des Platzes in der Liga II für 500.000 Euro an Săgeata Stejaru bekannt. Der Verein nahm in der Folgesaison den Platz von Săgeata Stejaru in der dritten Liga ein.
Zwei Jahre später schaffte der Verein den Wiederaufstieg in die Liga II. Am 29. August 2012 absolvierte der Verein ein Pokalspiel gegen ACS Berceni, wobei er hauptsächlich Spieler der eigenen U-19 einsetzte. Dadurch kassierte Buftea mit 31:0 eine Rekordniederlage im rumänischen Fußball. In der Saison 2012/13 wurde der Verein Sechster in der Liga II.
Der Verein zog daraufhin mehrmals um. Am 2. August erfolgte der Umzug von Buftea nach Clinceni, der Vereinsname wurde von ACS Buftea zu FC Clinceni geändert. Am 26. Juni 2014 zog der Verein nach Pitești um und nannte sich daraufhin FC Academica Argeș. Am 24. Juni 2015 zog der Verein wieder nach Clinceni zurück und heißt seitdem FC Academica Clinceni. Die Saison 2018/19 beendete der Verein als Zweiter und stieg somit erstmals in die Liga 1 auf.